# Erygia watanabii
Erygia watanabii är en fjärilsart som beskrevs av Holland 1889. Erygia watanabii ingår i släktet Erygia och familjen nattflyn. Inga underarter finns listade i Catalogue of Life.